# Louis van Engelen

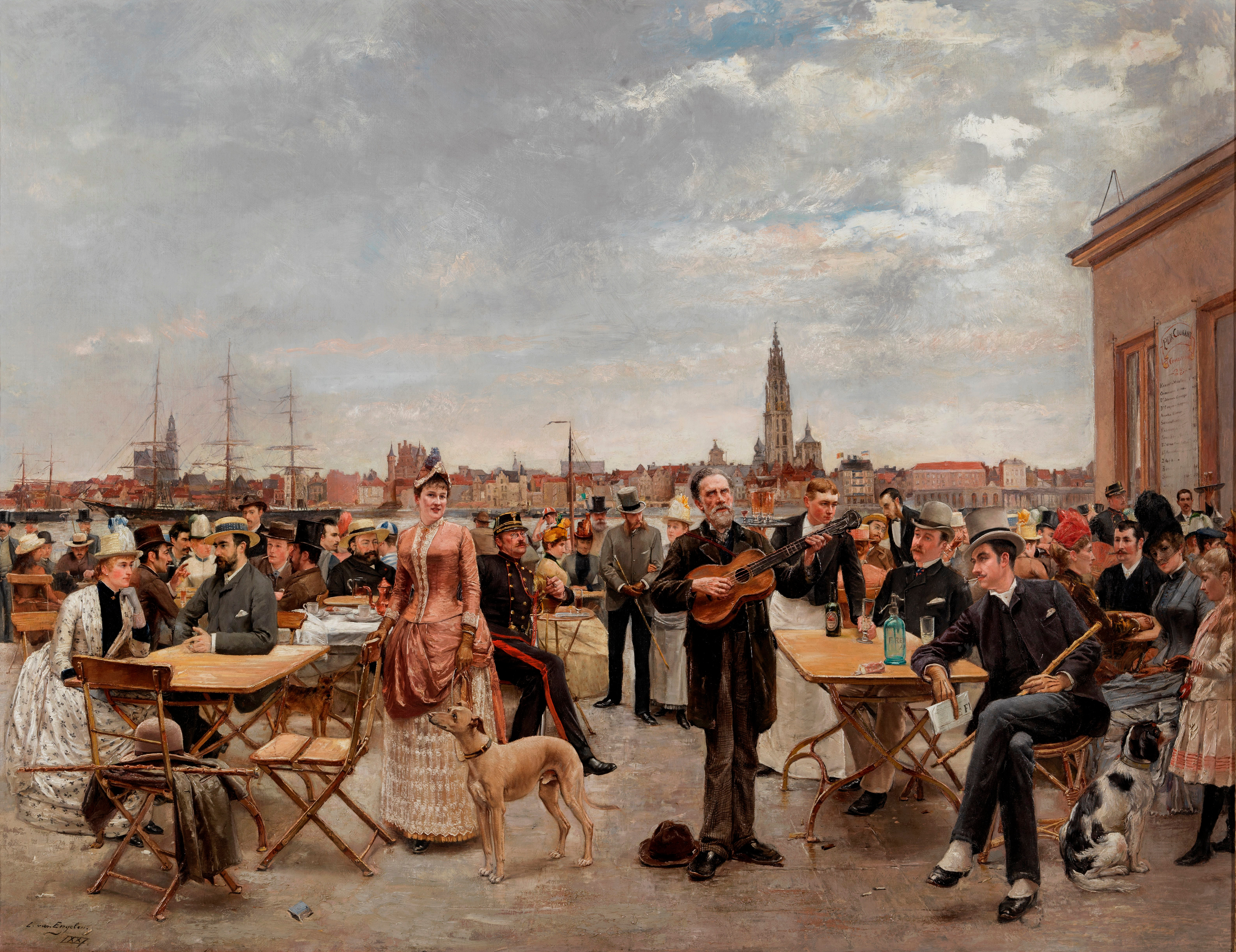
Zondagmiddag op Sint-Anneke, Antwerpen, 1887

Antoine François Louis Van Engelen (Lier, 1856 – Antwerpen, 1940) was een Belgische kunstschilder.
Van Engelen kreeg zijn opleiding o.a. aan de Academie van Antwerpen bij Charles Verlat. Hij werd lid van de Antwerpse kunstenaarsgroep Als Ick Kan en was medestichter van de groep De XIII.
In januari 2020 kreeg het Museum Vleeshuis van een privéverzamelaar zijn belangrijk schilderij Zondagmiddag op Sint-Anneke in bruikleen.
- Gemeinsame Normdatei: 1248051092
- International Standard Name Identifier: 0000 0003 9894 5223
- Library of Congress Control Number: no2010209240
- Nationale Bibliotheek van Israël: 987007513294605171
- RKD-Nederlands Instituut voor Kunstgeschiedenis: 91018
- Union List of Artist Names: 500048314
- Virtual International Authority File: 162985682
- WorldCat: E39PBJvxqCTX4cymxTT6BvGGpP